# Királypataka
Királypataka (románul Craiva, németül Königsbach) falu Romániában, Erdélyben, Fehér megyében. Közigazgatásilag Boroskrakkó községhez tartozik.

## Fekvése
Gyulafehérvártól 24 km-re északnyugatra fekszik, közigazgatásilag Boroskrakkóhoz tartozik, melytől 4 km-re északnyugatra van.

## Története
A patakvölgy északi oldalán 1083 m magas csúcson áll Kecskekő várának romja. A vár 1272-ben már állott, 1515-ben királyi parancsra lerombolták, mivel főúri hatalmaskodások fészke lett. 1603-ban ide menekültek Basta elől a környék lakosai, de hiába mert lemészárolták őket. 1661-ben a török elől menekült ide a lakosság, de ismét áldozatul estek. 1910-ben 477, túlnyomórészt román lakosa volt. A trianoni békeszerződésig Alsó-Fehér vármegye Magyarigeni járásához tartozott.

## Népesség
A 2002-es népszámláláskor 373 lakosa közül 372 fő (99,7%) román, 1 (0,3%) magyar volt.